# Gross Fulfirst
Gross Fulfirst är en bergstopp i Schweiz.   Den ligger i distriktet Wahlkreis Werdenberg och kantonen Sankt Gallen, i den östra delen av landet, 150 km öster om huvudstaden Bern. Toppen på Gross Fulfirst är 2 384 meter över havet.
Terrängen runt Gross Fulfirst är huvudsakligen bergig, men den allra närmaste omgivningen är kuperad. Närmaste större samhälle är Flums, 5,9 km sydväst om Gross Fulfirst. 
Omgivningarna runt Gross Fulfirst är en mosaik av jordbruksmark och naturlig växtlighet. Runt Gross Fulfirst är det tätbefolkat, med 266 invånare per kvadratkilometer.